# Gabriele Amorth
Gabriele Pietro Amorth (Modena, 1º maggio 1925 – Roma, 16 settembre 2016) è stato un presbitero, scrittore e partigiano italiano, esorcista della diocesi di Roma.

## Biografia

### Inizi
Nato a Modena da una famiglia profondamente legata al cattolicesimo e all'Azione Cattolica, fu membro della FUCI. A 18 anni entrò a far parte dei partigiani cattolici della Brigata Italia di Ermanno Gorrieri, col soprannome "Alberto", e divenne presto vice-comandante di piazza a Modena e comandante del 3.º Battaglione della 2.ª Brigata Italia. A vent'anni, concluso il conflitto, gli fu conferita la Croce di guerra al valor militare e a 22 anni, nel 1947, fu nominato vice delegato nazionale dall'allora presidente dei Movimenti giovanili della Democrazia Cristiana, Giulio Andreotti. Allora era legato al gruppo politico di Giorgio La Pira, Giuseppe Dossetti, Amintore Fanfani e Giuseppe Lazzati.

### Ministero sacerdotale
Laureato in giurisprudenza, entrò a far parte della Società San Paolo e fu ordinato presbitero il 24 gennaio 1954 a Roma dall'allora vescovo di Norcia Ilario Roatta. Ha pubblicato molti articoli sulla rivista cattolica Famiglia Cristiana. Appassionato di mariologia, assunse la direzione del mensile Madre di Dio. È stato un membro della Pontificia accademia mariana internazionale.
Fin dal 1981, Amorth sostenne la sincerità dei protagonisti delle apparizioni di Međugorje.

### Esorcista
(Gabriele Amorth)
Dal 1986 è stato esorcista nella diocesi di Roma, per mandato del cardinale vicario Ugo Poletti. Collaborava con diversi medici e psichiatri italiani. Dichiarava di aver effettuato circa 70 000 (9 al giorno) esorcismi dal 1986 al 2007. Lo stesso padre Amorth in un'intervista al giornale britannico Sunday Telegraph del 2000 riferisce di oltre 50 000 interventi effettuati. Nella stessa intervista Amorth afferma che molti di essi hanno richiesto solo pochi minuti, altri invece diverse ore.
In base a tali dati, considerando l'intervallo tra il 6 giugno 1986, data menzionata dal religioso, e il 29 ottobre 2000, giorno dell'intervista, si può calcolare una media di oltre 9,5 interventi al giorno. Durante tali interventi tuttavia padre Amorth, nei suoi libri e nelle trasmissioni televisive e radiofoniche, ha affermato di essersi trovato di fronte a vere e proprie possessioni demoniache al massimo un centinaio di volte, e di aver avuto invece a che fare in genere con "disturbi" demoniaci o malattie mentali. Insieme a Jeremy Davies, nel 1990 diede vita all'Associazione internazionale degli esorcisti, di cui è stato presidente fino al 2000, sebbene sia rimasto presidente onorario fino alla morte. Conduceva la trasmissione radiofonica Racconti di un esorcista - il titolo riprendeva un suo noto libro - su Radio Maria. Sostenne che al 90% le vessazioni diaboliche sono conseguenze di malefici, cioè sono causate da persone che per vendetta o per rabbia si rivolgono a maghi e occultisti legati a Satana i quali, pagati profumatamente, si attivano per far intervenire il maligno.

### Morte ed eredità
Nel 2013 il regista Giacomo Franciosa ha realizzato un documentario dedicato alle attività di Gabriele Amorth, intitolato Amorth, l'esorcista.
È morto a Roma il 16 settembre 2016 all'età di 91 anni, dopo alcuni giorni di ricovero all'ospedale Santa Lucia. I solenni funerali si sono tenuti il 19 settembre nella basilica di Santa Maria Regina degli Apostoli nel quartiere San Paolo, celebrati dal vescovo ausiliare monsignor Augusto Paolo Lojudice e dal superiore generale della Società San Paolo don Valdir José De Castro. Oggi riposa nel Cimitero Laurentino.
Nel 2017 esce The Devil and Father Amorth un documentario diretto dal noto regista William Friedkin del film L'Esorcista, che narra il nono esorcismo di una donna italiana nella città di Venafro chiamata "Cristina", questa volta svolto da Padre Gabriele Amorth.
Il film L'esorcista del papa (2023) è ispirato ai suoi libri e lo vede come protagonista, interpretato da Russell Crowe. A proposito di questo film, si è espressa l'Associazione Internazionale degli Esorcisti, fondata nel 1994 dallo stesso Padre Amorth:"L'esorcismo così rappresentato diventa uno spettacolo finalizzato a suscitare forti e malsane emozioni, grazie ad una scenografia cupa, con effetti sonori tali da suscitare soltanto ansia, inquietudine e paura nello spettatore. Il risultato finale è di infondere la convinzione che l'esorcismo sia un fenomeno abnorme, mostruoso e pauroso, il cui unico protagonista è il demonio, le cui reazioni violente si possono fronteggiare con grande difficoltà; il che è l'esatto contrario di ciò che si verifica nel contesto dell'esorcismo celebrato nella Chiesa Cattolica in obbedienza alle direttive da essa impartite".

## Controversie
Amorth era noto per frequenti dichiarazioni controverse su Radio Maria, nel suo profilo Facebook o nel corso di interviste, in cui condannava personaggi pubblici e molto altro. Nel 2012 dichiarò che "Maurizio Crozza, Beppino Englaro, Vendola, Fiorello e Monti agivano sotto l'influenza del demonio" e che il preservativo e la televisione fossero invenzioni di Satana. In altre occasioni, sostenne che la televisione italiana fosse guidata dalla massoneria.
Nel 2013, durante un'intervista nella trasmissione La Zanzara, sostenne che l'omosessualità fosse di natura demoniaca: "Chi si proclama omosessuale è uno che agisce indubbiamente dietro suggerimento del demonio. Essere gay è un male contro natura". Nella stessa intervista sostenne che alcuni politici «si fanno suggerire dal demonio». Sostenne che la sparizione di Emanuela Orlandi fosse stata legata a orge organizzate in Vaticano e che Satana doveva avere paura di lui.
In altre occasioni, condannò, sempre per presunti legami con il diavolo, lo yoga, Harry Potter, gli omosessuali, per quello che riguarda probabili legami con la Massoneria il presidente della Repubblica Giorgio Napolitano. 
Inoltre affermò di temere che il neo eletto papa Francesco facesse la fine di Albino Luciani.
Condannò poi ancora per presunti legami demoniaci Maometto, Halloween, ecc.

## Opere
- Consacrazione a Maria. Mese di maggio, Roma, Paoline, 1959.
- Caratteri e documenti degli istituti secolari, Roma, Paoline, 1968.
- Maria: un sì a Dio. Mese mariano, Roma, Paoline, 1979.
- La consacrazione dell'Italia a Maria. Teologia, storia, cronaca, con Stefano De Fiores e Santino Epis, Roma, Paoline, 1983. ISBN 88-215-0721-1.
- Dialoghi su Maria. 31 temi, 164 domande, Padova, Messaggero, 1987. ISBN 88-7026-746-6.
- Un esorcista racconta, Roma, Dehoniane, 1990; 1991. ISBN 88-396-0334-4.
- Dietro un sorriso. Alessandrina Maria da Costa, Cinisello Balsamo, Paoline, 1992. ISBN 88-215-2424-8.
- Nuovi racconti di un esorcista, Roma, Dehoniane, 1992. ISBN 88-396-0449-9.
- Liberaci dal male. Preghiere di liberazione e guarigione, a cura di, Roma, Dehoniane, 1993. ISBN 88-396-0465-0.
- Esorcisti e psichiatri, Roma, Dehoniane, 1996. ISBN 88-396-0572-X.
- Padre Pio. Fede, sofferenza, amore, Roma, Dehoniane, 1998. ISBN 88-396-0749-8.
- Il vangelo di Maria. Un mese con la Madre di Gesù, Cinisello Balsamo, San Paolo, 1998. ISBN 88-215-3643-2.
- Padre Pio. Breve storia di un santo, Bologna, EDB, 2002. ISBN 88-10-52107-2; 2015. ISBN 978-88-10-52121-2.
- Presidente degli esorcisti, con Angela Musolesi, Andrea Gemma, Georges Cottier, Edizioni Carismatici Francescani, 2002. ISBN 978-88-901001-8-5.
- Inchiesta sul demonio, intervista di Marco Tosatti, Casale Monferrato, Piemme religio, 2003. ISBN 88-384-6537-1.
- Padre Pio e il diavolo. Gabriele Amorth racconta..., intervista di Marco Tosatti, Casale Monferrato, Piemme, 2003. ISBN 88-384-6585-1.
- Memorie di un esorcista. La mia vita in lotta contro Satana, intervistato da Marco Tosatti, Milano, Piemme, 2010. ISBN 978-88-566-0942-4.
- Più forti del male. Il demonio, riconoscerlo, vincerlo, evitarlo, con Roberto Italo Zanini, Cinisello Balsamo, San Paolo, 2010. ISBN 978-88-215-6768-1.
- L'azione del maligno. Come riconoscerla e come liberarsene, Angela Musolesi, Tonino Cantelmi, Rinaldo Fabris, Gustavo Sánchez Ardila, Chiara Zanasi, Verona, Fede & cultura, 2011. ISBN 978-88-6409-107-5.
- L'ultimo esorcista. La mia battaglia contro Satana, con Paolo Rodari, Milano, Piemme, 2012. ISBN 978-88-566-2214-0.
- Don Amorth a Radio Maria, Camerata Picena, Shalom, 2012. ISBN 978-88-8404-288-0; con Angela Musolesi, Ravenna, Edizioni Carismatici Francescani, 2009. ISBN 978-88-9029-423-5.
- Ma liberaci dal male, con Mariarita Viaggi, Tavagnacco, Segno, 2012. ISBN 978-88-6138-363-0.
- Il segno dell'esorcista. Le mie ultime battaglie contro Satana, con Paolo Rodari, Milano, Piemme, 2013. ISBN 978-88-566-3106-7.
- Vade retro Satana!, Cinisello Balsamo, San Paolo, 2013. ISBN 978-88-215-7822-9.
- Il diavolo. Un'inchiesta contemporanea, Milano, Piemme, 2014. ISBN 978-88-566-3681-9.
- Angeli e diavoli. Cinquanta domande a un esorcista, Bologna, EDB, 2014. ISBN 978-88-10-52118-2.
- Racconti di un esorcista, Bologna, EDB, 2014. ISBN 978-88-10-52119-9.
- Dio più bello del diavolo. Testamento spirituale, intervista di Angelo De Simone, Cinisello Balsamo, San Paolo, 2015. ISBN 978-88-215-9427-4
- Saremo giudicati dall'amore. Il demonio nulla può contro la misericordia di Dio, con Stefano Stimamiglio, Cinisello Balsamo, San Paolo, 2015. ISBN 978-88-215-9642-1.
- Vincere il demonio con Gesù. Come liberare e liberarsi, con Angela Musolesi, Milano, Paoline, 2015. ISBN 978-88-315-4590-7.
- Ho incontrato Satana. La battaglia del più autorevole esorcista vivente, a cura di don Sławomir Sznurkowski, Milano, Piemme Incontri, 2016. ISBN 978-88-566-5017-4.
- Il mio rosario, Cinisello Balsamo, San Paolo, 2016. ISBN 978-88-215-9731-2.

## Televisione e Cinema
- Il Diavolo e l'esorcista - Programma ideato da Don Giusto Truglia e prodotto da Telenova, Milano, Multimedia San Paolo, 2013.
- Nel 2023 esce nelle sale cinematografiche il film L'esorcista del papa con Russell Crowe nei panni di padre Gabriele Amorth.